# Lidia Gądek
Lidia Stanisława Gądek z domu Gardeła (ur. 11 stycznia 1967 w Wolbromiu) – polska lekarka, działaczka samorządowa i polityk, posłanka na Sejm VII i VIII kadencji.

## Życiorys
Ukończyła w 1992 studia na Śląskiej Akademii Medycznej. Uzyskała specjalizacje zawodowe z zakresu chorób wewnętrznych, medycyny rodzinnej i medycyny pracy. Kształciła się także podyplomowo w Górnośląskiej Wyższej Szkole Handlowej w Katowicach w zakresie zarządzania placówkami ochrony zdrowia, kończąc ją w 2000. Podjęła pracę lekarza, została lekarzem rodzinnym w Dłużcu, objęła także obowiązki dyrektora Miejsko-Gminnego Centrum Medycznego WOL-MED.
Była radną i przewodniczącą rady miejskiej w Wolbromiu, następnie od 2006 radną i przewodniczącą rady powiatu olkuskiego (z ramienia lokalnych komitetów wyborczych). W wyborach w 2010 z powodzeniem startowała do sejmiku małopolskiego IV kadencji z ramienia Platformy Obywatelskiej. Działa w lokalnych klubach sportowych, Ochotniczej Straży Pożarnej i kole gospodyń wiejskich.
W wyborach parlamentarnych w 2011 uzyskała mandat poselski jako bezpartyjna kandydatka z listy PO, otrzymując 7191 głosów w okręgu krakowskim. Także z listy PO kandydowała bezskutecznie w wyborach do Parlamentu Europejskiego w 2014.
W 2015 z powodzeniem ubiegała się o poselską reelekcję (dostała 9082 głosy). W Sejmie VIII kadencji została członkinią Komisji Zdrowia oraz Komisji Ochrony Środowiska, Zasobów Naturalnych i Leśnictwa, pracowała też w Komisji Administracji i Spraw Wewnętrznych (2015–2017). W wyborach w 2019 nie została ponownie wybrana. W 2024 ponownie uzyskała mandat radnej sejmiku, będąc kandydatką Trzeciej Drogi.